# Oppidum Třísov

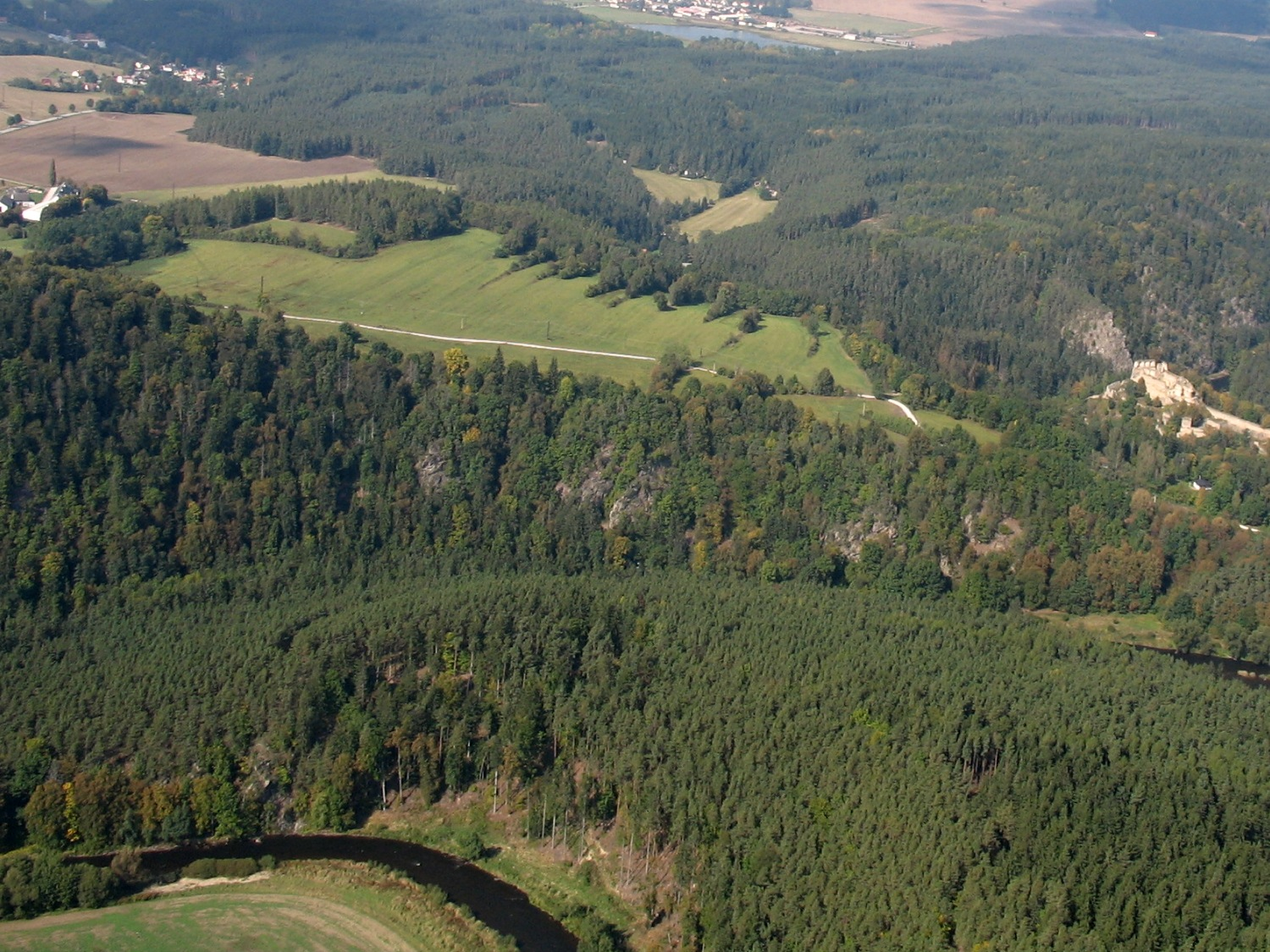
Luftansicht mit dem unbewaldeten Gelände des Oppidums, ganz rechts die Burg Dívčí Kámen

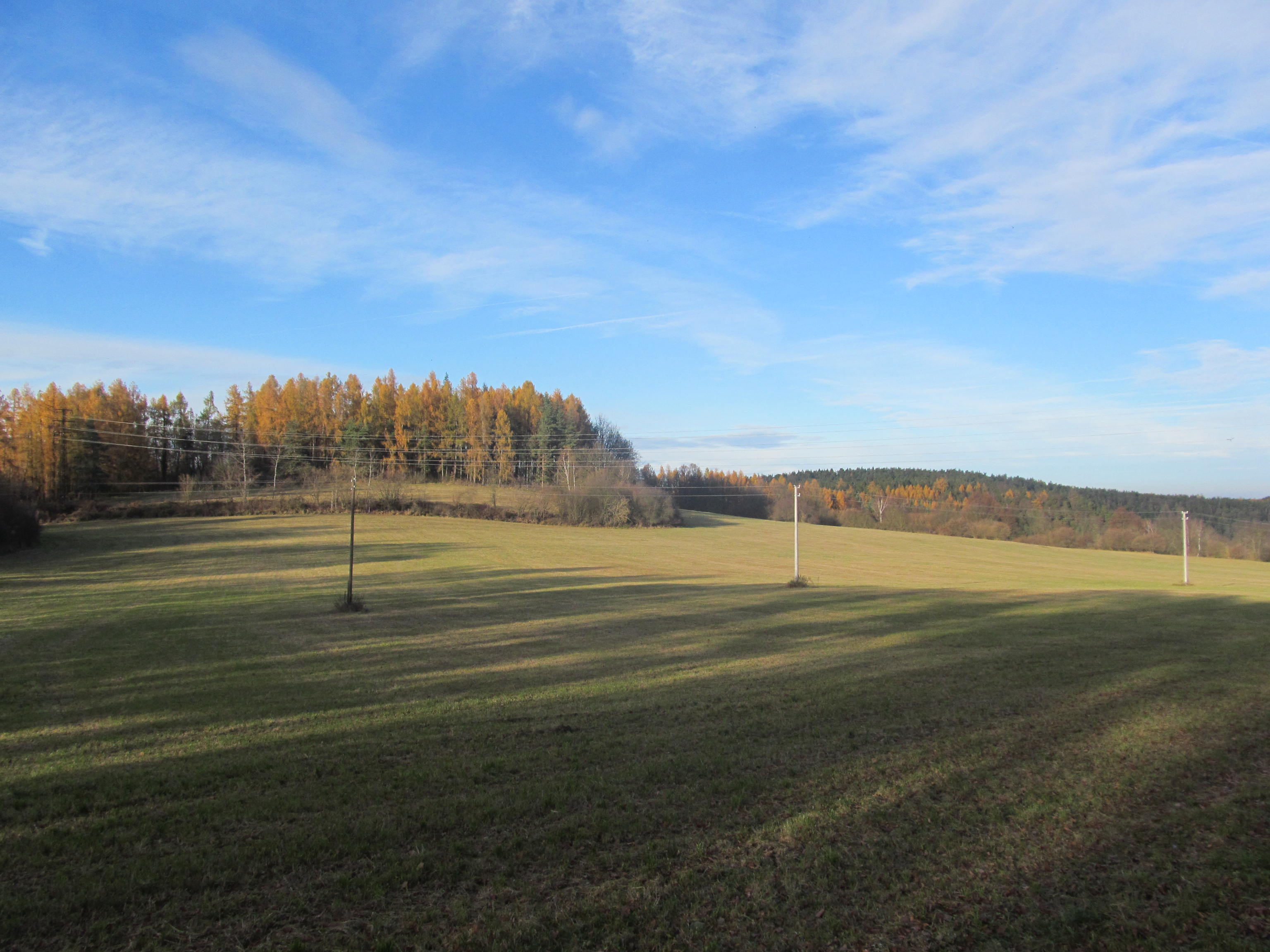
Ebene der Höhensiedlung von Südwesten gesehen

Das Oppidum Třísov ist eine keltische Befestigung nahe Třísov in der Gemeinde Holubov im Okres Český Krumlov. Das südlichste Oppidum in Tschechien war ein wichtiger Stützpunkt auf dem Linzer Steig, auf dem Salz aus dem Gebiet der Alpen über Linz mit den Höhensiedlungen am Freinberg und Gründberg entlang der Moldau transportiert wurde, wobei das heutige Vyšší Brod und die keltischen Höhensiedlungen in Nevězice (bei Orlík), Hrazany und Závist südlich von Prag passiert wurden. Die Überreste des Oppidums Třísov wurden zum Kulturdenkmal der Tschechischen Republik erklärt.

## Lage
Das Oppidum befindet sich im Jihočeský kraj (Südböhmische Region), 13 km südwestlich von Budweis. An drei Seiten ist es durch die zur Moldau und zum Křemžský potok (Kremser Bach) steil abfallenden Bergflanken gut geschützt. Der höchste Punkt des Oppidums liegt 551 Meter über dem Meeresspiegel und 120 Meter über der Moldau.
Die Touristen können per Bahn anreisen oder das Auto an der Bahnstation Třísov parken, von wo aus man das Oppidum und die Burg Dívčí Kámen in weniger als einer Stunde zu Fuß erreicht.

## Geschichte
Grund für die Besiedlung waren nicht nur die strategisch günstige Lage an der Moldau, sondern auch vorhandene Lagerstätten von Graphit und Eisenerz. Die ältesten Zeugnisse für die Besiedlung von Třísov sind bronzezeitliche Funde von Keramik, Waffen und Schmuck. Im zweiten Jahrhundert v. Chr. war die Höhensiedlung an der Moldau noch unbefestigt. Um etwa 120 v. Chr. wurden jedoch zwei Wälle und eine steinerne Blendmauer errichtet. Zu dieser Blütezeit erreichte die Siedlung ihre größte Ausdehnung und umfasste eine Fläche von 26 Hektar. Třísov spielte damals eine wichtige Rolle im Fernverkehr und als wirtschaftliches und religiöses Zentrum. Der Niedergang begann um die Zeitenwende, als das Oppidum Třísov genau so wie viele andere Keltensiedlungen von seinen Bewohnern dauerhaft verlassen wurde.

## Befestigung

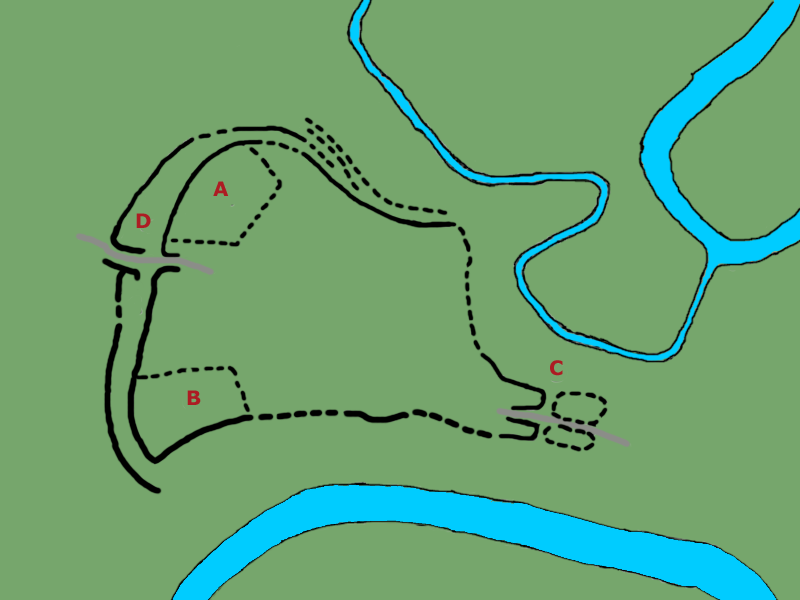
A – nördliche Akropolis mit überdachtem Heiligtum
B – südliche Akropolis
C – Osttor mit vorgelagerten Bastionen
D – westliches Doppeltor mit geschützter Wasserquelle

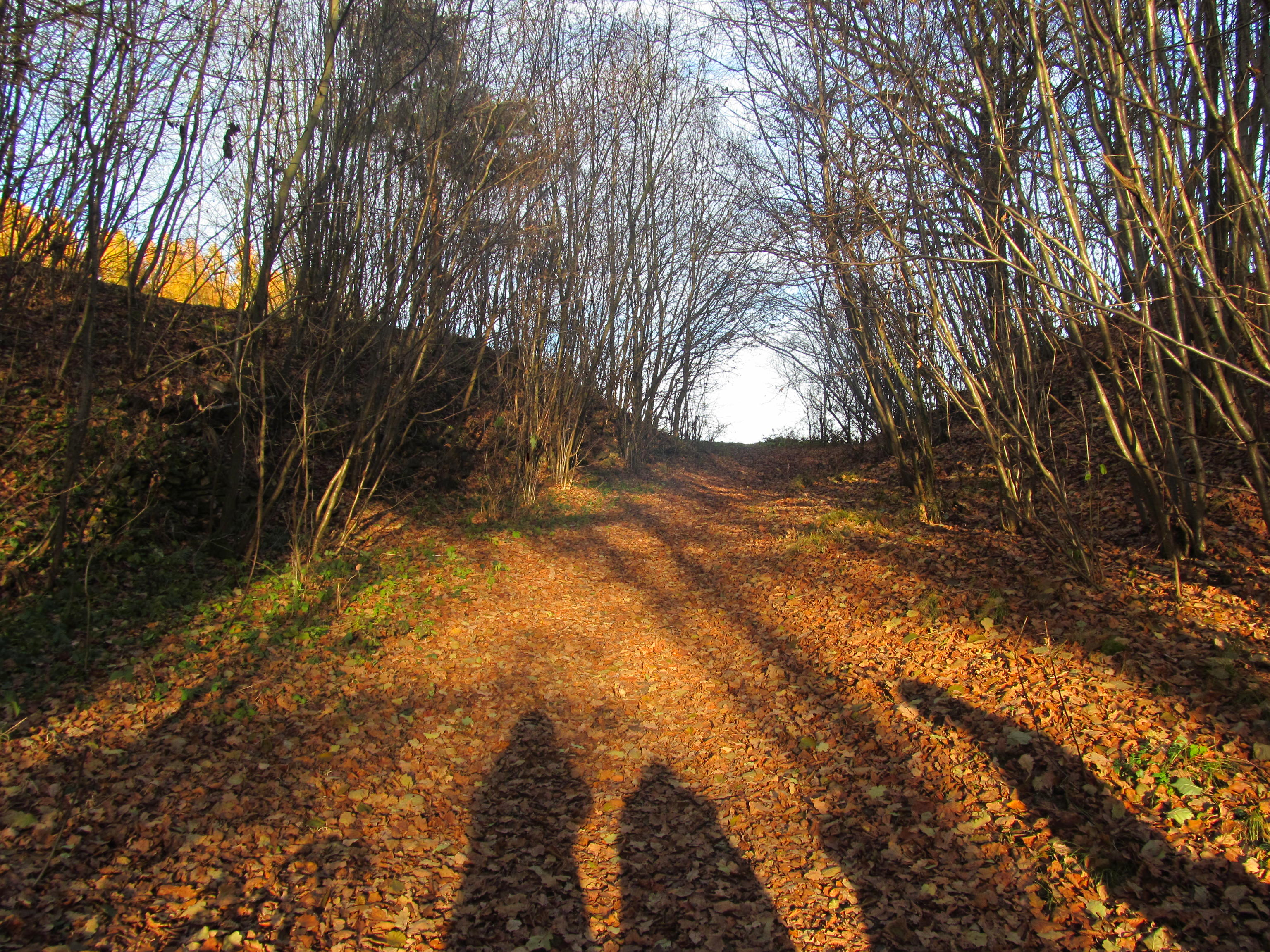
Westlicher Zugang

Die verletzlichste Seite im Westen wurde durch zwei Linien von mächtigen Wällen geschützt, die noch heute zu sehen sind. Außen- und Innenwall wurden ähnlich wie bei anderen keltischen Höhensiedlungen konstruiert. Der an der Basis etwa 7 Meter breite Wall wurde durch in den Boden eingelassene vertikale Balken, die etwa 1,5 Meter voneinander entfernt waren, und eine hölzerne Gitterkonstruktion verstärkt. Den oberen Teil der Befestigung bildete eine hölzerne Palisade. Der äußere Wall wurde mit einer steinernen Blendmauer versehen, die – als Besonderheit – offenbar von mediterranen Mustern inspiriert war. Denn die Steine wurden auf eine bestimmte Art und Weise platziert mit der Absicht, den Eindruck von massiven Blöcken zu erwecken und damit zweifellos eine psychologische Wirkung auf potentielle Angreifer auszuüben.
Das vielleicht interessanteste Verteidigungselement ist jedoch der 15–20 Meter breite Graben zwischen den Befestigungsanlagen, der durch niedrige Quersteinmauern unterbrochen wurde, die eine seitliche Bewegung des Eindringlings im Raum zwischen den beiden Wällen verhinderte. Diese außergewöhnliche Struktur ist immer noch in Form von regelmäßig wechselnden Rücken und Rillen im Gelände sichtbar.
Der Haupteingang des Oppidums befand sich auf der Westseite. Er bestand aus dem gut befestigten äußeren Tor, das auch die Wasserquelle der Höhensiedlung schützte, und einem inneren Zangentor, das wahrscheinlich von einem hölzernen Turm überragt wurde. Das östliche Tor, das jedoch noch nicht ausreichend erforscht ist, war wahrscheinlich in ähnlicher Weise wie das innere westliche Tor gebaut. Es war zusätzlich durch zwei separate Bastionen verstärkt.

## Bebauung
Innerhalb des Oppidums gibt es zwei Erhöhungen im Norden und im Süden. Auf der nördlichen Akropolis befand sich ein ungewöhnliches achteckiges, überdachtes Heiligtum. Die außerordentliche Bedeutung dieses Ortes wird durch ein dort aufgefundenes, aus Italien importiertes Bronzebecken bezeugt. Die südliche Akropolis fungierte anscheinend als Wohnsitz für die Oberschicht.

## Handwerk
Im Oppidum von Třisov erreichte das Handwerk ein sehr hohes Niveau. Keramik wurde auf Töpferscheiben hergestellt, wobei dem Ton Graphit beigemengt wurde. Diese Graphit-Keramik war das wichtigste Exportprodukt. Es wurden Transportbehälter für die wertvollen Alpensalze und Gegenstände für den alltäglichen Gebrauch daraus hergestellt. Drei Viertel der Keramikfunde in Třísov sind dieser Graphit-Keramik zuzuordnen.
Die Eisenproduktion selber fand in spezialisierten Werkstätten außerhalb des Oppidums statt. In der Siedlung arbeiteten jedoch die Schmiede, wie die große Menge von gefundenen Schmiedewerkzeugen belegt. Hergestellt wurden verschiedene Arten von Waffen (Speer- und Pfeilspitzen usw.), Alltagsgegenständen (Scheren, Klingen, Beile, Pflüge, Sensen usw.) und Schmuck (Spangen, Gürtelschnallen, Anhänger etc.). Auch Buntmetalle wurden verarbeitet (Spangen, Armbänder, Ringe). Verschiedene Statuen und Skulpturen wurden aus Bronze gegossen.
Auch die Glaserzeugung befand sich auf einem hohen Niveau, wie die Funde von vor Ort produzierten Glasperlen und Fragmente von Glas-Armbändern bezeugen.